# Islote Pedregal
Islote Pedregal är en ö i Guatemala.   Den ligger i departementet Petén, i den norra delen av landet, 260 km norr om huvudstaden Guatemala City. Islote Pedregal ligger i sjön Lake Petén Itzá.